# Тополине (Болградський район)
Топо́лине — село (з 1982 р.) Болградської міської громади Болградського району Одеської області в Україні. Населення становить 400 осіб.

## Історія
Перша назва села була Набережна, але згодом виявилося, що такий населений пункт в області вже існує. Село перейменували на Тополине, бо по центральній вулиці, яка сьогодні має назву Ялпузька, з двох сторін були висаджені тополі.
У селі знаходяться залишки замку, який був побудований на початку ХХ століття, орієнтовно у 1906 – 1911 роках на замовлення землевласника Давидова. Він знаходився за 700 метрів від берега озера Ялпуг.
12 червня 2020 року, відповідно до Розпорядження Кабінету Міністрів України від № 724-р «Про визначення адміністративних центрів та затвердження територій територіальних громад Одеської області», увійшло до складу Болградської міської територіальної громади.
19 липня 2020 року, в результаті адміністративно-територіальної реформи і ліквідації Болградського (1940  – 2020) району, село увійшло до складу новоутвореного Болградського району.

## Населення
Згідно з переписом 1989 року населення села становило 425 осіб, з яких 195 чоловіків та 230 жінок.
За переписом населення 2001 року в селищі мешкали 422 особи.

### Мова
Розподіл населення за рідною мовою за даними перепису 2001 року:
| Мова       | Відсоток |
| ---------- | -------- |
| російська  | 58,55 %  |
| болгарська | 15,46 %  |
| українська | 9,84 %   |
| молдовська | 7,49 %   |
| гагаузька  | 7,03 %   |

## Постаті
Бєрбєт Максим Олександрович  — український військовослужбовець, учасник російсько-української війни. Нагороджений посмертно орденом «За мужність» ІІІ ступеня Указом Президента України від 14.01.2025 року №29 за особисту мужність, самовідданість та героїзм, виявлені під час захисту державного суверенітету та територіальної цілісності України.